# Freerk Lootsma
Freerk Auke Lootsma (Midlum, Friesland, 21 januari 1936 – Den Haag, 16 mei 2003) was een Nederlands wiskundige en hoogleraar.

## Biografie
Lootsma ging na het examen gymnasium-B en gymnasium-A scheikunde studeren aan de Rijksuniversiteit Utrecht. Reeds na enkele weken besloot hij om te kiezen voor de studie van wiskunde en theoretische natuurkunde.
Hij werkte vervolgens bij TNO-FEL en bij Philips, waar hij werkte aan niet-lineaire optimalisering. Op dit onderwerp promoveerde hij in 1970 bij prof. J.F. Benders aan de T.H. Eindhoven, thans Technische Universiteit Eindhoven.
Op 1 augustus 1974 werd Lootsma hoogleraar operationele analyse aan de T.H. Delft, thans de Technische Universiteit Delft.
Hij verrichtte contractonderzoek voor onder andere het Ministerie van Economische Zaken en de Europese Commissie.
Hij organiseerde drie NATO Advanced Studies Institutes en hij was associate editor van de tijdschriften Optimization en Journal of Multi-Criteria Decision Analysis. Jarenlang was hij penningmeester van de Mathematical Programming
Society, adviseur bij TNO en voorzitter van de Delft University Visitors Foundation.

## Trivia
In zijn vrije tijd schreef hij een spionage-roman onder het pseudoniem Milan Bern.

## Werken
- Boundary properties of penalty functions for constrained minimization. Proefschrift, Eindhoven, 1971, ook verschenen als Philips Research Reports Supplements 3, 1971.
- Numerical methods for non-linear optimization. Academic Press, London, 1972. Conference held at the University of Dundee, 28 June–1 July, 1971 (Lootsma was editor).
- Afdalen in de arena, inaugurele rede TU Delft, 10 september 1975
- Saaty’s priority theory and the nomination of a senior professor in operations research. European Journal of Operations Research 4, 380–288, 1980.
- Milan Bern (pseudoniem van F.A. Lootsma): Het Bach-Project, roman over spionage in de Europese computerindustrie. De Fontein, Baarn, 1983.
- Fuzzy logic for planning and decision making. Kluwer, Dordrecht, 1997.
- Multi-criteria decision analysis via ratio and difference judgement. Kluwer, Dordrecht, 1999
- Geteld, geteld, gewogen, gebroken, afscheidsrede TU Delft, 13 oktober 2000.

## Bron
Hans Melissen en Kees Roos: In memoriam Freerk Lootsma (1936-2003). Zoeken naar verborgen drijfveren (pdf), Nieuw Archief voor de Wiskunde 5/4, nr. 3, september 2003, pagina 202-204.
- Bibsys: 90577625
- Gemeinsame Normdatei: 170041719
- International Standard Name Identifier: 0000 0000 3384 215X
- Library of Congress Control Number: n97062203
- Mathematics Genealogy Project: 119377
- Nationale Bibliotheek van Tsjechië: vse2014801346
- Nationale Bibliotheek van Israël: 987007440324805171
- Nederlandse Thesaurus van Auteursnamen: 074416863
- Système universitaire de documentation: 131818031
- Virtual International Authority File: 55899442
- WorldCat: E39PBJgCKkwhjYCr4RJmgymGHC